# Раклиново
Раклиново (болг. Раклиново) — село в Бургасской области Болгарии. Входит в состав общины Айтос. Находится примерно в 18 км к северо-западу от центра города Айтос и примерно в 45 км к северо-западу от центра города Бургас. По данным переписи населения 2011 года, в селе  проживало 156 человек.

## Население
| Год     | 1934 | 1946 | 1956 | 1965 | 1975 | 1985 | 1992 | 2001 | 2011 |
| ------- | ---- | ---- | ---- | ---- | ---- | ---- | ---- | ---- | ---- |
| Жителей | 521  | 516  | 405  | 387  | 299  | 229  | 216  | 191  | 156  |

| Национальность | Человек | Процент |
| -------------- | ------- | ------- |
| болгары        | 9       | 6,43%   |
| турки          | 131     | 93,57%  |
| Всего ответов  | 140     |         |

|  |